# 遠東新世紀
遠東新世紀股份有限公司（英語：Far Eastern New Century Corporation）， 原稱遠東紡織股份有限公司，是台灣上市公司，也稱遠東新、遠紡，由紡織成衣廠轉為多角化集團。

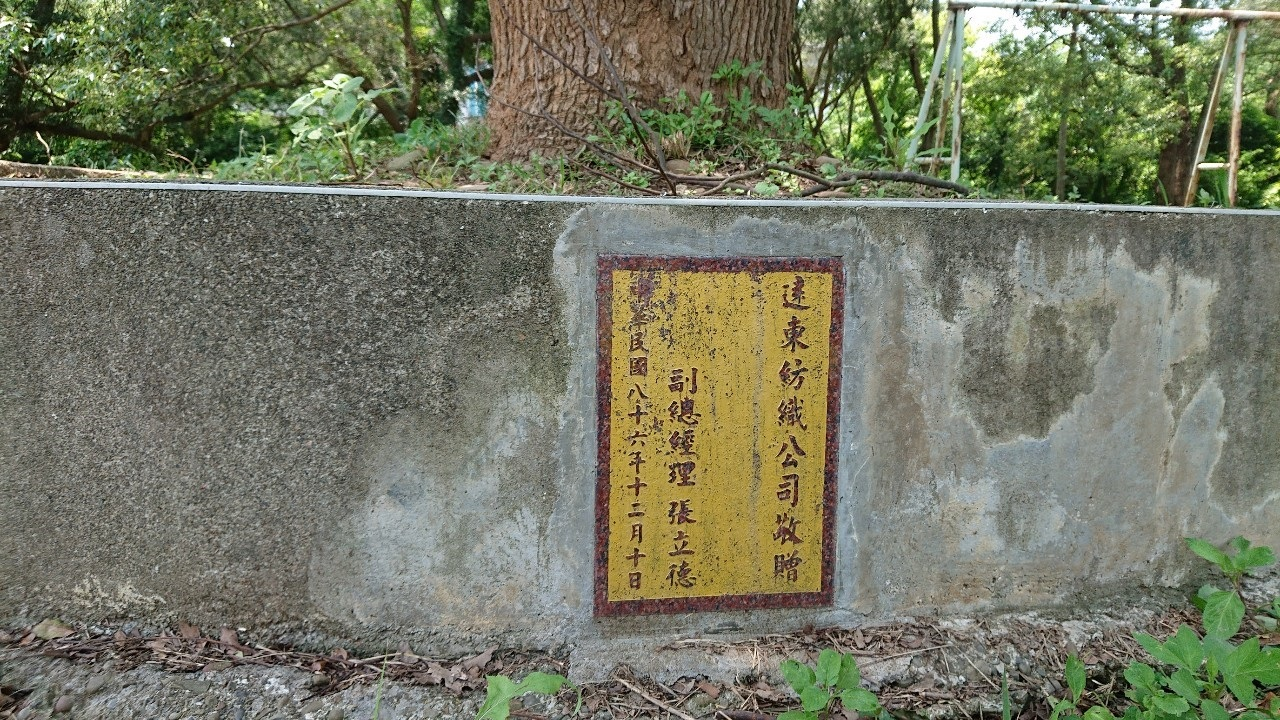
1997年12月10日，遠東紡織公司贈樹木底座給新埔公園

## 概觀

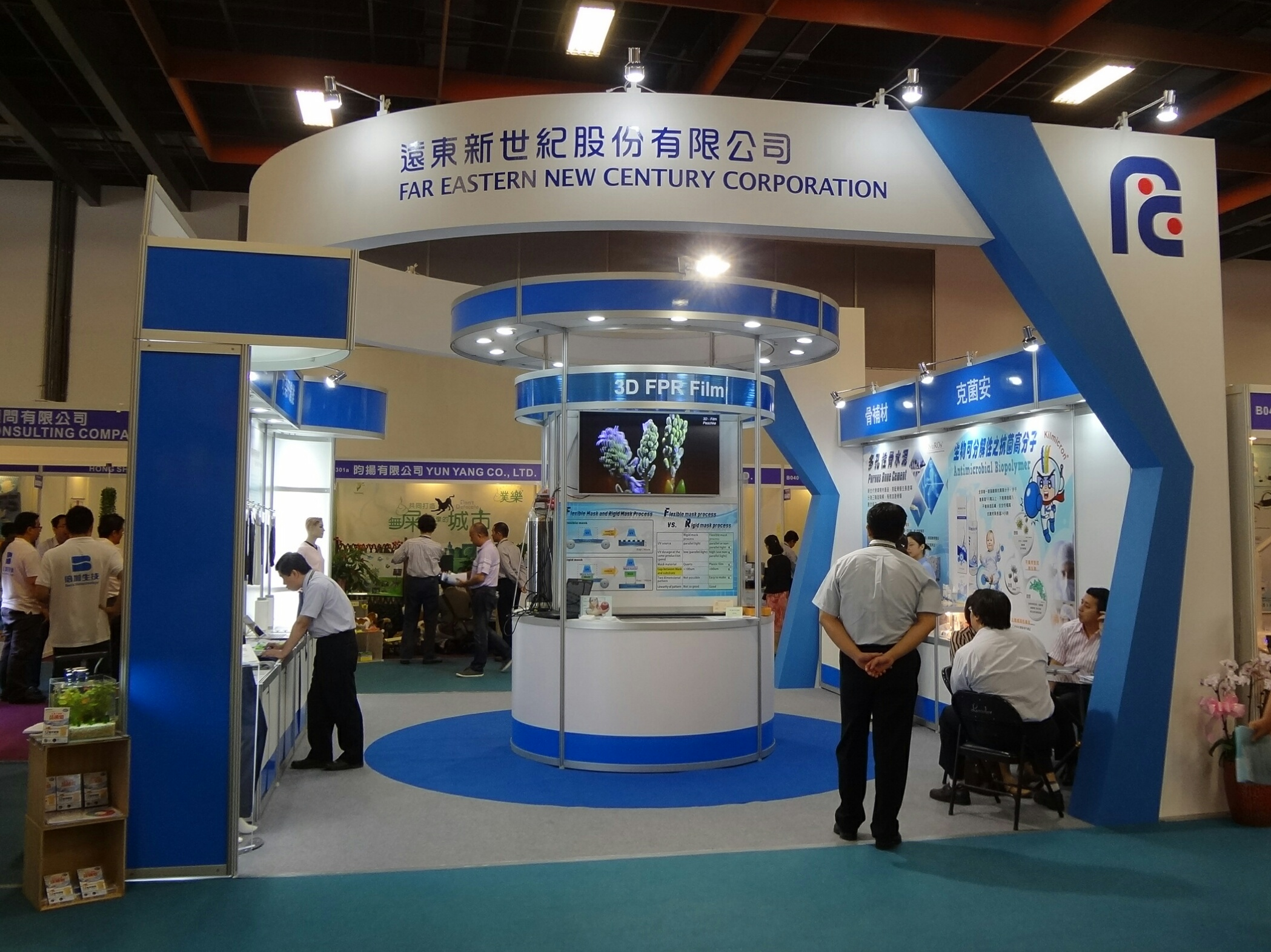
2013台北國際發明暨技術交易展，遠東新世紀攤位

1945年，遠東集團創辦人徐有庠於上海創立「遠東織造廠股份有限公司」，生產「洋房牌內衣」，為遠東集團紡織事業的開端。
1949年，徐有庠隨國民政府來到台灣後，以自上海運來的設備及物資在臺北縣板橋鎮成立「遠東針織廠」，生產針織產品，並以10月20日為該廠遷臺的紀念日。
1953年，遠東針織廠改名為「遠東針織」，同時成立「台灣遠東紡織」生產棉紡產品。隨著經營規模不斷擴大，遠東針織陸續設立紡紗、織布、染整、成衣等工廠。1954年，遠東針織和台灣遠東紡織合併為「遠東紡織」。1965年遠東紡織設立合成纖維紡織廠，成為台灣第一家包辦紡紗、織布、印染整理、成衣的紡織公司。
1967年4月，遠東紡織股票上市。
1972年起，遠東紡織陸續併購「台灣紡織」板橋紡織廠、「雍興實業」中壢紡織廠、「榮隆紡織」、「東方人纖」成為旗下工廠。1979年，遠東紡織合併亞東化纖，建構化纖、紡織的垂直整合體系。2008年，遠東紡織購入亞東石化，完成臺灣地區從石化、聚酯、化纖、紡紗、織布、染整、成衣、零售一條龍的經營優勢，產品行銷全球。
隨著李登輝政府兩岸政策開放，1996年遠東紡織進入中國大陸市場，分別於上海、蘇州、無錫等地建立生產基地，從製衣、化纖、紡紗、織染、石化，歷經十年發展，在中國大陸建構一條龍的經營模式，完成紡纖事業的兩岸布局。
身為遠東集團的主要控股公司，除發展核心事業外，遠紡轉投資事業亦多元發展，含括水泥、百貨、航運、金融、電信等行業，轉投資事業皆為各該產業的領導者，多角化投資策略也挹注投資收益，為股東創造更高的價值。此外，遠紡亦擁有豐富的土地資產，包括臺北、板橋、內壢、宜蘭等地，共有四十餘萬坪土地，其中可供開發土地約達二十餘萬坪，為活化資產成立「遠東資源開發公司」，運籌不動產土地開發業務。2009年10月，為符合公司結構現況和未來發展願景，遠東紡織更名為「遠東新世紀股份有限公司」。2011年4月，台北遠東通訊園區TPKA研發大樓正式對外營運。
目前非紡織用產品營收已佔了整體七成以上，應用領域橫跨電子產品、食品、汽車、營建、醫療、衛材等，遠紡為全球前五大聚酯廠商及亞洲第一的聚酯瓶材料供應廠商。

## 相關事件
- 1989年5月14日，遠東紡織新埔廠的員工以投票表決決議是否進行全面性的罷工，這也成為國內勞工界第一次以表決的方式決定是否進行罷工[3]。於同年5月16日，由遠東紡織新埔廠產業工會發起的罷工，最後勞資雙方各派出三名代表到新竹縣政府接受縣長陳進興的協調[4]，而此次的罷工也在5月26日復工。[5]

- 2019年7月31日，新埔廠於傍晚傳出傳導製程熱能的介質「道生油」外洩，儘管廠房外觀看起來沒有任何異狀，但酸臭的氣味卻已瀰漫在整個新埔鎮區，甚至飄散到鄰近的竹北東側。[6]

- 2020年9月23日，下午5點30分通報發生熱煤油外洩，經確認是聯苯與二苯醚混合物，即道生油外洩，第一時間新竹縣政府立刻要求遠東化纖停工，並了解此次是北廠區出現外洩事故。[7]

## 外部連結
- （繁體中文） 遠東新世紀 （页面存档备份，存于）